# Mesochorus novateutoniae
Mesochorus novateutoniae är en stekelart som beskrevs av Dasch 1974. Mesochorus novateutoniae ingår i släktet Mesochorus och familjen brokparasitsteklar. Inga underarter finns listade i Catalogue of Life.